# Jussi Vatanen
Jussi Vatanen (né le 30 janvier 1978 à Sonkajärvi en Finlande) est un acteur finlandais.

## Biographie
Vatanen est né en 1978 à Sonkajärvi en Finlande. Il est principalement connu pour jouer dans Very Cold Trip et Leijonasydän, ainsi que dans la série Presidentin kanslia. Il reçoit un Venla d'or pour son rôle dans Puolin ja toisin. Il est nommé, en 2011, pour le prix Jussi du meilleur acteur, cette fois pour son rôle dans Very Cold Trip.

## Filmographie
| Année     | Film                      | Rôle                              |
| --------- | ------------------------- | --------------------------------- |
| 2001      | Operaatio Interheil       |                                   |
| 2006      | Uudisraivaaja             | Entrepreneur no 4                 |
| 2006      | Kolme suudelmaa           | Serveur                           |
| 2006      | Bodomin legenda           | Policier en service               |
| 2007      | Tasavallan presidentti    | Eero Kiiskinen                    |
| 2008      | Kymenlaakson laulu        | Juha                              |
| 2009      | Virginie                  |                                   |
| 2010      | Very Cold Trip            | Janne                             |
| 2008-2010 | Presidentin kanslia       | Jari Muurinen / Laura Kolbe       |
| 2010      | Tauno Tukevan sota        | Jurvanen                          |
| 2011      | JuuTupen rapinat          | Plusieurs personnages             |
| 2011      | Pitkä kuuma kesä          | Mr. Mallorca                      |
| 2011      | Nyt huudetaan, Leijonat!  | Plusieurs personnages             |
| 2011      | Likainen pommi            | Jali                              |
| 2011      | Neljän tähden illallinen  | Mr. Mallorca                      |
| 2011      | Risto                     | Agentti                           |
| 2011-2012 | Mr. Mallorca kohteessa    | Mr. Mallorca                      |
| 2012      | Kulman pojat              | Tuukka Tiensuu                    |
| 2012      | Kimmo                     | Kimmo                             |
| 2012      | Kaappari                  | Lentoperämies Snock               |
| 2013      | Leijonasydän              | Kulmala                           |
| 2013      | Sarasvuo                  | Karim Z.Yskowicz                  |
| 2013      | Puolin ja toisin          | Rauno                             |
| 2014      | Kummeli V                 | Julle Rekola                      |
| 2014      | Enbuske & Linnanahde Crew | Antsku                            |
| 2011-2014 | Putous                    | Plusieurs personnages             |
| 2015      | Very Cold Trip 2          | Janne                             |
| 2017      | Downshiftaajat            | Tommi                             |
| 2017      | Unknown Soldier           | Vilho Johannes Koskela, dit Ville |
| 2023      | Les Feuilles mortes       | Holappa                           |

### Séries
- 2019 : L'Homme de la chambre 301 : Seppo Kurtti

## Récompenses
- Venla d'or : meilleur acteur en 2014 dans Puolin ja toisin.

## Nominations
- Jussis : meilleur acteur en 2011 dans Very Cold Trip[1].